# Europastraße 512

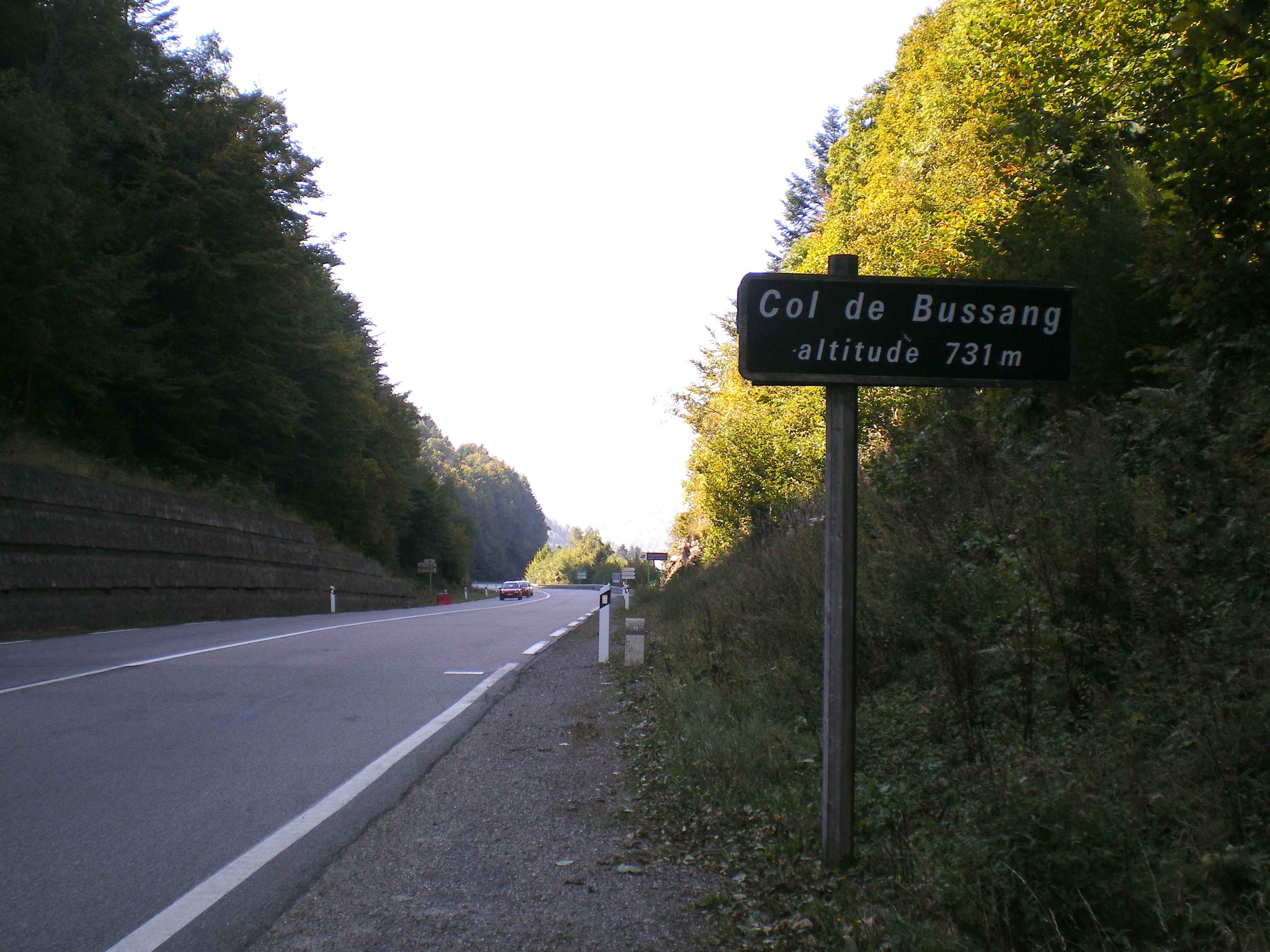
Die Straße am Col de Bussang

Die Europastraße 512 (E 512) ist eine etwa 82 Kilometer lange Europastraße des Zwischennetzes, die in Frankreich Remiremont mit Mülhausen verbindet.

## Verlauf
Die Straße verläuft etwa von Nordwesten nach Südosten durch die südlichen Vogesen, zweigt bei Remiremont von der Route nationale 57 (Europastraße 23) ab und  folgt von hier an der Route nationale 66 über Le Thillot und den Vogesenpass Col de Bussang und weiter dem Tal der Thur über Saint-Amarin, Thann und an Cernay (Sennheim) vorbei und erreicht schließlich westlich von Mülhausen die Autoroute A36, wo sie auf die Europastraße 60 und die gemeinsam mit dieser geführten Europastraße 54 trifft.